# Синтіана (Огайо)
Синтіана (англ. Cynthiana) — переписна місцевість (CDP) в США, в окрузі Пайк штату Огайо. Населення — 57 осіб (2020).

## Географія
Синтіана розташована за координатами 39°10′25″ пн. ш. 83°20′54″ зх. д. / 39.17361° пн. ш. 83.34833° зх. д. (39.173635, -83.348435).  За даними Бюро перепису населення США в 2010 році переписна місцевість мала площу 0,09 км², уся площа — суходіл.

## Демографія
Згідно з переписом 2010 року, у переписній місцевості мешкало 68 осіб у 33 домогосподарствах у складі 19 родин. Густота населення становила 757 осіб/км².  Було 35 помешкань (390/км²).
Расовий склад населення:
| - 98,5 % — білих |

До двох чи більше рас належало 1,5 %. Частка іспаномовних становила 0,0 % від усіх жителів.
За віковим діапазоном населення розподілялося таким чином: 11,8 % — особи молодші 18 років, 61,7 % — особи у віці 18—64 років, 26,5 % — особи у віці 65 років та старші. Медіана віку мешканця становила 53,0 року. На 100 осіб жіночої статі у переписній місцевості припадало 100,0 чоловіків;  на 100 жінок у віці від 18 років та старших — 114,3 чоловіків також старших 18 років.
Цивільне працевлаштоване населення становило 0 осіб. 